# 囊萼黄耆
囊萼黄耆（学名：Astragalus cysticalyx）为豆科黄芪属的植物。分布于哈萨克斯坦以及中国大陆的新疆等地，生长于海拔1,300米的地区，见于干旱山坡，目前尚未由人工引种栽培。